# Guinée équatoriale aux Jeux olympiques d'été de 2012
La Guinée équatoriale participe aux Jeux olympiques d'été de 2012 à Londres au Royaume-Uni du 27 juillet au 12 août 2012. Il s'agit de sa 8e participation à des Jeux d'été.

## Athlétisme
Légende
- Note : le rang attribué pour les courses correspond au classement de l'athlète dans sa série uniquement.
- Q = Qualifié pour le tour suivant
- q = Qualifié au temps pour le tour suivant (pour les courses) ou qualifié sans avoir atteint les minima requis (lors des concours)
- NR = Record national
- N/A = Tour non-disputé pour cette épreuve

Hommes
| Athlète         | Épreuve    | Séries   | Séries | Demi-finales | Demi-finales | Finale   | Finale |
| Athlète         | Épreuve    | Résultat | Rang   | Résultat     | Rang         | Résultat | Rang   |
| --------------- | ---------- | -------- | ------ | ------------ | ------------ | -------- | ------ |
| Benjamin Enzema | 800 mètres | 1:57.47  | 49e    | NC           | NC           | NC       | NC     |

Femmes
| Athlète       | Épreuve     | Séries   | Séries | Demi-finales | Demi-finales | Finale   | Finale |
| Athlète       | Épreuve     | Résultat | Rang   | Résultat     | Rang         | Résultat | Rang   |
| ------------- | ----------- | -------- | ------ | ------------ | ------------ | -------- | ------ |
| Bibiana Olama | 100 m haies | 14.18    | 42e    | NC           | NC           | NC       | NC     |